# كوستا دياديما
كوستا دياديما (بالإنجليزية: Costa Diadema)‏ هي سفينة سياحية من فئة دريم تمتلكها شركة كارنيفال كوربرايشن وتديرها شركة كوستا للرحلات البحرية، دخلت الخدمة في عام 2014.